# Tułowo
Tułowo (bułg. Тулово) – wieś w środkowej Bułgarii, w obwodzie Stara Zagora, w gminie Mygliż.
Miejscowość Tułowo położona jest w kotlinie. Średnia temperatura w styczniu wynosi -2 stopnie Celsjusza, w lipcu wynosi około 24 stopni Celsjusza.